# .45 Colt

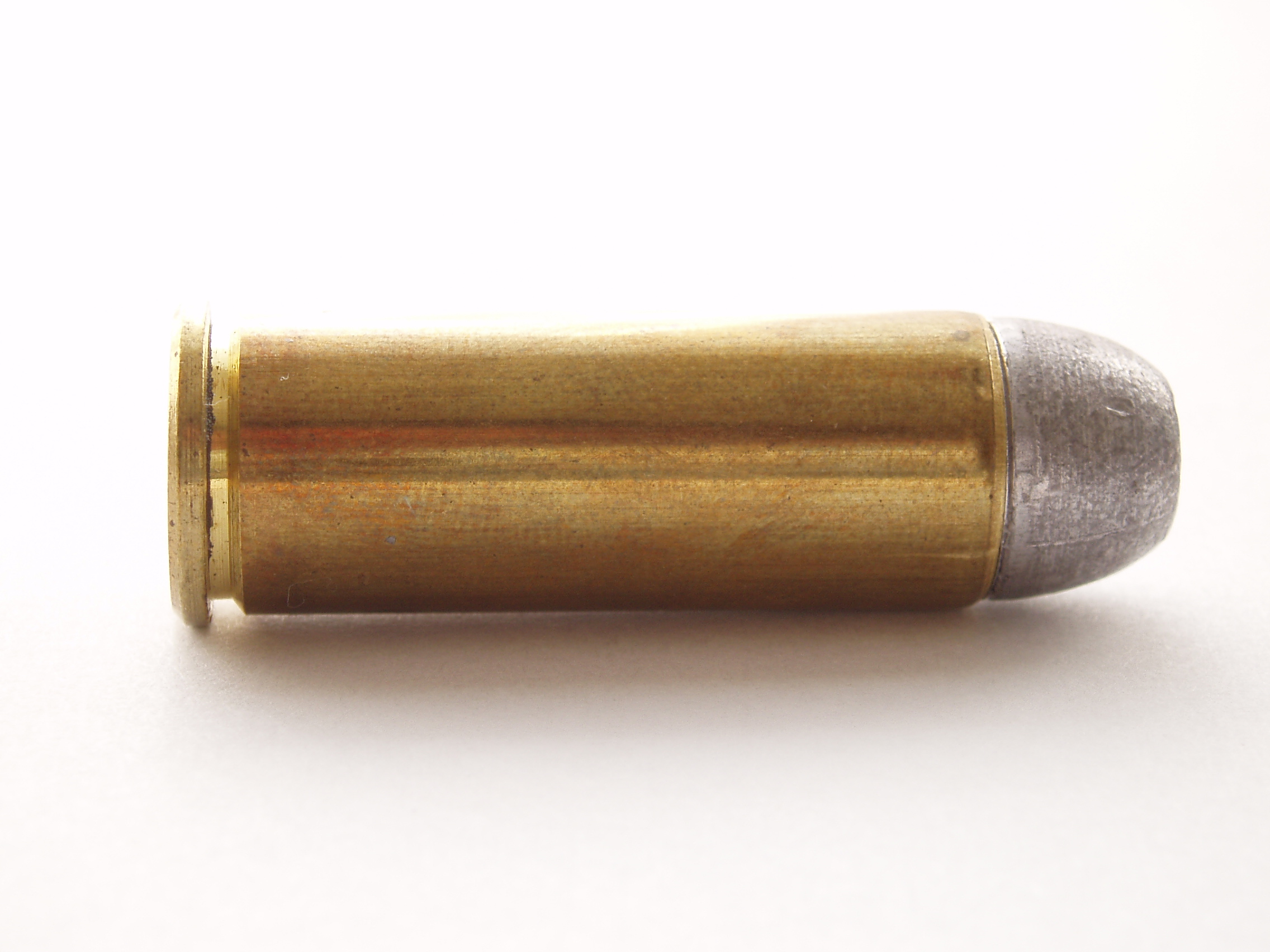
Náboj .45 Colt

.45 Colt (metrické označení: 11.48×33mmR) je náboj do ručních zbraní vyvíjený od roku 1871. Zavedení náboje .45 Colt bylo v roce 1873 v americkém jezdectvu. S tímto nábojem byl zároveň zaveden revolver Colt Single Action Army. V americkém jezdectvu ovšem nebyl používán dlouho, již v roce 1873 byl vytlačen .45 Smith & Wesson Schofield. Náboj se stal navzdory tomu vcelku populární, a dodnes je ve vcelku velkém množství vyráběn v USA i v Evropě.